# Apotolamprus zombitsyensis
Apotolamprus zombitsyensis är en skalbaggsart som beskrevs av Olivier Montreuil 2008. Apotolamprus zombitsyensis ingår i släktet Apotolamprus och familjen bladhorningar. Inga underarter finns listade i Catalogue of Life.